# Henriette Jelinek
Henriette Jelinek (1923-2007), fou una escriptora francesa, guanyadora del Gran premi de novel·la de l'Acadèmia francesa amb la seva obra Le Destin de Iouri Voronine.
Psicòloga de formació, la seva primera novel·la, La Vache multicolore (La Vaca multicolor), descoberta per Raymond Queneau, va ser publicada per Gallimard el 1961. Des de llavors va publicar una quinzena de treballs. També va col·laborar com a escenògrafa en diverses pel·lícules, com Premier voyage de Nadine Trintignant (1979) i L'Adolescente de Jeanne Moreau (1979). Paral·lelament, es va dedicar a l'ensenyament fins al 1968, data en què comença a dedicar-se exclusivament a la literatura. El 2005 va guanyar el Gran premi de novel·la de l'Acadèmia francesa amb la seva obra Le Destin de Iouri Voronine

## Obra
- 1961 : La Vache multicolore, Gallimard, ISBN 2070233855
- 1963 : Le Gentil Liseron, Gallimard, ISBN 2070233863
- 1964 : La Route du whisky, Gallimard, ISBN 2070233871
- 1965 : Portrait d'un séducteur, Gallimard, ISBN 207023388X.
- 1967 : La Marche du fou, Gallimard, ISBN 2070233898 – adapté au cinéma en 1971.
- 1969 : La Vie de famille, Gallimard, ISBN 2070271072
- 1972 : Les bêtes n'aiment pas l'amour des hommes, Gallimard, ISBN 2070283399
- 1975 : Dans la nuit des deux mondes, Gallimard, ISBN 2070293335
- 1978 : Ann Lee rachète les âmes, Julliard.[1]
- 1979 : L'Adolescente, Éd. Albatros.
- 1979 : Le Porteur de Dieu, Julliard.
- 1981 : Madame le Président de la République française, Stock.
- 1987 : Une goutte de poison, Ramsay.
- 2005 : Le Destin de Iouri Voronine, éditions de Fallois, ISBN 2877065650 – Gran Premi de Novel·la de l'Acadèmia Francesa

## Filmografia
- 1971 : Êtes-vous fiancée à un marin grec ou à un pilote de ligne ?, adaptació d'una novel·la seva
- 1979 : L'Adolescente, escenografia
- 1980 : Premier voyage, co-escenògrafa amb Nadine Trintignant